# Копилова
Копи́лова (рос. Копылова) — присілок у складі Сосьвинського міського округу Свердловської області.
Населення — 41 особа (2010, 32 у 2002).
Національний склад населення станом на 2002 рік: росіяни — 97 %.